# Sidede Onyulo
 (mars 2018).
Si vous disposez d'ouvrages ou d'articles de référence ou si vous connaissez des sites web de qualité traitant du thème abordé ici, merci de compléter l'article en donnant les références utiles à sa vérifiabilité et en les liant à la section « Notes et références ».
Sidede Onyulo (1955-2008) est un acteur kényan connu pour son interprétation d'Owuor dans le film oscarisé Nowhere in Africa.

## Biographie

### Enfance
Sidede Onyulo, né Peter Sidede Onyulo à Kajulu (Kenya), est allé à l'école primaire de Muthaiga de 1965 à 1968 et à la Nairobi School de 1969 à 1976 avant de s'inscrire à l'Université de Nairobi, où il a étudié le droit, entre 1975 et 1978. En 1979, Onyulo ferme son cabinet d'avocat et décide de se consacrer au théâtre, une décision qui n'a pas plu à ses amis et de sa famille.
Onyulo a expliqué dans une interview pourquoi le cinéma était si peu aimé au Kenya : « Ils [le public kényan] pensent que c'est un métier qui ne doit pas être pris au sérieux et regardent les acteurs de haut. Ils pensent que nous sommes aussi fous que les habitants de Kafira qui pensait que Jasper Wendo était le traître de la ville »[réf. nécessaire].

### Théâtre et cinéma
Il fait ses débuts avec le personnage de Jero dans Trials of Brother Jero, une pièce de Wole Soyinka. Il a continué avec des rôles dans Trial of Dedan Kimathi de Micere Githae Mugo et Ngugi wa Thiong'o et Betrayal in the City de Francis Imbuga qui ont été également présentés au All Africa Festival of Arts and Culture (FESTAC) au Nigeria, en 1977.
Onyulo fait ses débuts au cinéma en 1987, quand il décrocha le rôle d'un garçon de maison dans Shadow on the Sun. On dit que des experts du film kényan l'ont rapidement recommandé pour le rôle d'Owuor dans Nowhere in Africa. Un directeur de casting est allé le chercher jusqu'à son village natal, près du lac Victoria et lui a offert le rôle qui lui apportera une célébrité internationale. Il est décrit[Par qui ?] comme un homme modeste, ignorant même qu'il avait gagné le prix du meilleur acteur dans un second rôle au Festival international du film de Dublin pour son rôle d'Owuor. Peter Herrman, le producteur du film, ne lui a apporté son prix que plus tard.
Il a participé à plusieurs grandes productions cinématographiques telles que Le Dernier Éléphant (1990), Les Yeux d'un témoin (1991), Nowhere in Africa (2003), Allan Quatermain et la Pierre des ancêtres (2004) et The Constant Gardener (2005).

### Autres activités
Onyulo s'est activement impliqué dans l'organisation communautaire de l'industrie cinématographique au Kenya, en travaillant avec différents groupes pratiquant les arts scéniques. Il a également travaillé avec des organisations non gouvernementales et participé à un documentaire en swahili, Price of a Daughter, qui dénonce les mutilations génitales infligées aux femmes.

### Décès
Onyulo est tombé malade à son domicile au pied de la colline Kajulu, en milieu rural, et a été transporté à un hôpital privé où il décéda une semaine plus tard.